# Feuerwehr Suhl
Die Feuerwehr Suhl besteht aus einer Berufsfeuerwehr mit einem Standort und der Freiwilligen Feuerwehr mit acht Standorten im gesamten Stadtgebiet von Suhl. Organisatorisch unterstellt ist die Feuerwehr dem Amt für Brand- und Katastrophenschutz der Stadt Suhl. Zu ihren Aufgaben gehört der vorbeugende und abwehrende Brandschutz, die technische Hilfeleistung und der Katastrophenschutz.

## Berufsfeuerwehr
Die Berufsfeuerwehr der Stadt Suhl ist die letztgegründete Berufsfeuerwehr in Thüringen und hat 55 Beamte im gehobenen bzw. mittleren feuerwehrtechnischen Dienst. Ihren Sitz hat sie im Gefahrenabwehrzentrum an der Bundesautobahn 71 in Zella-Mehlis. In jeder Wachschicht sind 11 Feuerwehrmänner und -frauen eingeteilt, wobei für die Tunnelfeuerwehr eine Personalstärke von fünf Personen und für die Stadt nochmals sechs Personen vorgesehen sind. Diese versehen nach einem bestehenden Rahmendienstplan jeweils 24 Stunden ihren Dienst auf der Wache der Berufsfeuerwehr und haben danach 48 Stunden frei, am Wochenende reduziert sich das Dienstfrei auf 24 Stunden, dafür gibt es alle drei Wochen ein langes Wochenende.

### Gefahrenabwehrzentrum
Das Gefahrenabwehrzentrum (kurz: GAZ) vereint neben der Berufsfeuerwehr Suhl auch die einzige Tunnelfeuerwehr im Osten, welche von den Einsatzkräften der Berufsfeuerwehr Suhl gestellt wird und die Tunnelkette bestehend aus dem Rennsteigtunnel, Tunnel Berg Bock, Tunnel Hochwald und dem Tunnel Alte Burg samt der BAB 71 absichert. Im Gebäude befindet sich zudem die Autobahnpolizeiinspektion der Thüringer Polizei, Räume für den Katastrophenschutz des Landkreises Schmalkalden-Meiningen, der Rettungsdienstzweckverband Südthüringen und die Zentrale Leitstelle Suhl, welche zuständig ist für die Stadt Suhl und die beiden Landkreise Hildburghausen und Sonneberg.
Der Berufsfeuerwehr stehen mehrere Stellplätze für Fahrzeuge und Technik zur Verfügung, sowie Schlauch- und Atemschutzwerkstatt, Waschhalle, Ruhe- und Sozialräume und eine Führungszentrale für Einsätze in der Tunnelkette. Zum Fuhrpark der Berufsfeuerwehr mit Tunnelfeuerwehr zählen drei Kommandowagen (KdoW), zwei Einsatzleitwagen 1 (ELW 1 und B-Dienst ELW), ein Mannschaftstransportwagen-Katastrophenschutz (MTF-KatS), ein Tanklöschfahrzeug 2000 (TLF 2000), ein Tanklöschfahrzeug 3000-Wald (TLF 3000 Wald), ein Tunnel-Sonderlöschfahrzeug (TSLF), ein Hilfeleistungslöschfahrzeug 20 (HLF 20), ein Kleinlösch-Hilfeleistungsfahrzeug (KLHF), ein Gerätewagen-Gefahrgut (GW-G), ein Gerätewagen-Atemschutz (GW-A), ein ABC-Erkundungskraftwagen (ABC-ErkKw), ein Rüstwagen 1 (RW 1 Bund) und ein Einsatzfahrzeug technische Gruppe (ETG).

## Freiwillige Feuerwehren
In der gesamten Stadt Suhl und ihren Ortsteilen gibt es sieben Freiwillige Feuerwehren mit rund 150 aktiven Feuerwehrangehörigen.

### Standort Suhl-Zentrum

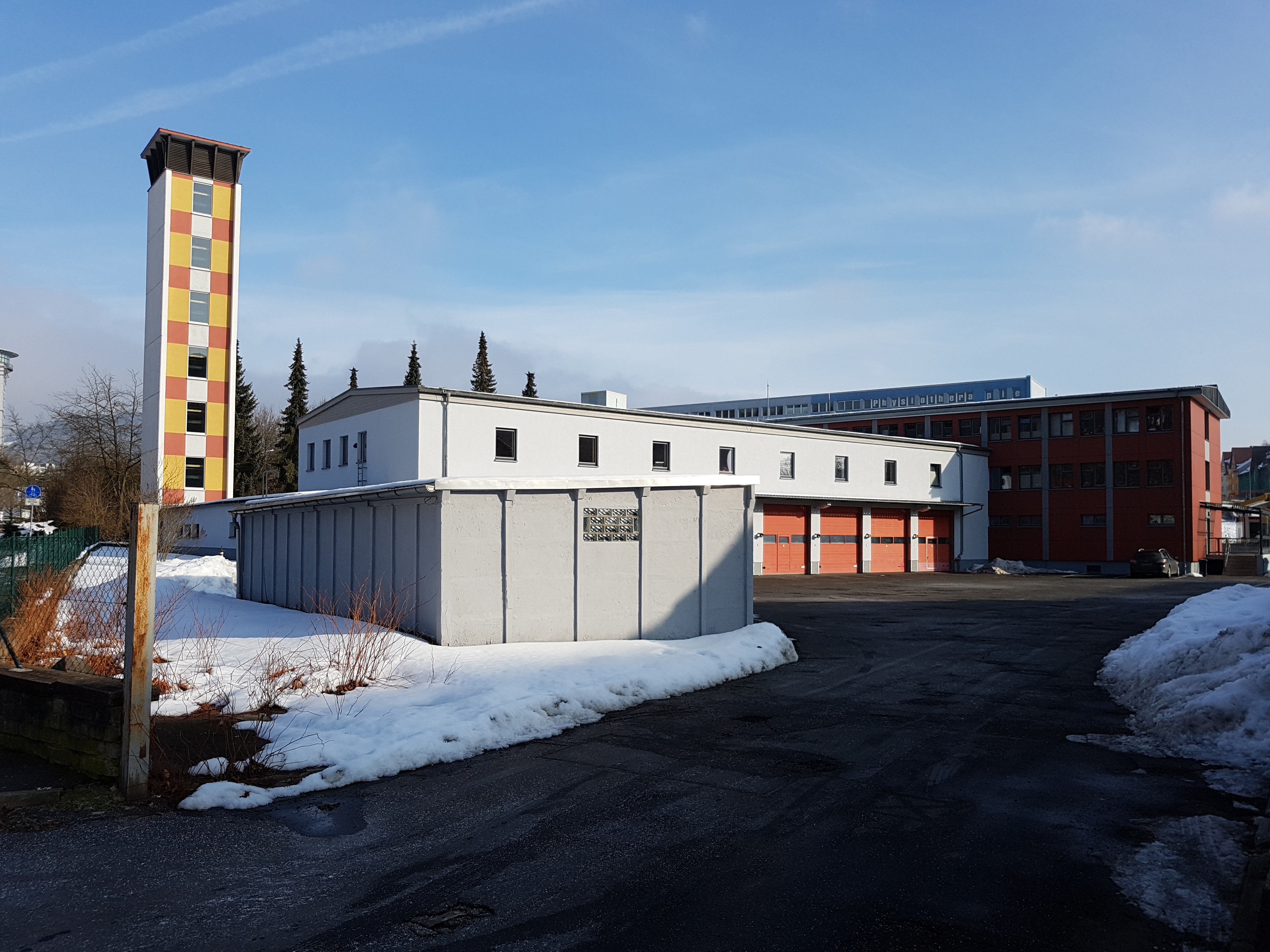
Feuerwehrhaus der FF Suhl-Zentrum

Der Standort Zentrum ist mit dem Stichtag zum 27. Mai 2009 die jüngste gegründete Freiwillige Feuerwehr im Stadtgebiet und setzt sich aus den ehemaligen drei Wehren Suhl-Mitte, Linsenhof und Neundorf zusammen. Ihren Sitz hat sie in der Auenstraße, im neu gebauten 2022 eröffneten Brand- und Katastrophenschutzzentrum, zusammen mit der Sanitätskomponente des Arbeiter-Samariter-Bundes. Sie ist die größte freiwillige Feuerwehr in Suhl und übernimmt dadurch, ebenfalls wie die Berufsfeuerwehr, Aufgaben im gesamten Stadtgebiet sowie die klassischen Aufgaben einer Stützpunktfeuerwehr.
Dem Standort Zentrum gehören 41 Mitglieder in der Einsatzabteilung an, zusätzlich gibt es am Standort eine Jugendfeuerwehrabteilung. Zur technischen Ausstattung der Feuerwehr gehört u. a. ein Einsatzleitwagen 1 (ELW 1), ein Mannschaftstransportfahrzeug (MTF), ein Tanklöschfahrzeug 24/50 (TLF 24/50), eine Drehleiter mit Korb 23-12 (DLK 23/12), ein Löschgruppenfahrzeug 20-KatS (LF 20-KatS Thüringen), ein Schlauchwagen 2000 (SW 2000) und ein Rüstwagen 2 (RW 2).

### Standort Haselgrund
Die Standortwehr Haselgrund ging im Jahr 2007 aus den drei ehemaligen Freiwilligen Feuerwehren der Ortsteile Dietzhausen, Mäbendorf und Wichtshausen mit dem Ziel hervor, die Einsatzbereitschaft in den eher ländlich geprägten Ortsteilen zu verbessern, einhergehend mit der Konzentration auf einen einzigen Standort am Zipfel in Dietzhausen. Um die Situation zu verbessern, wurde ein neues Feuerwehrhaus erbaut und ein neues Löschgruppenfahrzeug beschafft. Das Ausrückegebiet dieser Feuerwehr beschränkt sich häufig auf die Ortsteile, aber auch ins gesamte Stadtgebiet von Suhl.
Der Haselgrundwehr gehören 19 Einsatzkräfte in der Einsatzabteilung an, zusätzlich gibt es am Standort eine Jugendfeuerwehrabteilung. Als Fahrzeug steht der Wehr ein Löschgruppenfahrzeug 20-KatS (LF 20-KatS Thüringen) zur Verfügung.

### Standort Oberland-Lauter
Als zweite Stadtteilwehr, neben dem Standort Suhl-Zentrum, fungiert für die Kernstadt der Standort Oberland-Lauter in der Karl-Marx-Straße. Das Haupteinzugsgebiet der Stadtteilwehr zielt auf die Wohngebiete Suhl-Nord und „Ilmenauer Straße“ ab, aber auch im gesamten Stadtgebiet kommt die Wache durch ihre Mitwirkung im Gefahrgutzug zum Einsatz.
Insgesamt 21 Feuerwehrleute in der Einsatzabteilung und mehrere Kinder und Jugendliche in der Jugendfeuerwehr gehören der Wehr an. Zur Unterstützung der Einsatzkräfte steht ihnen ein Löschgruppenfahrzeug 20-KatS (LF 20-KatS Thüringen) und ein Gerätewagen Dekontamination-Personal (GW Dekon-P) zur Verfügung.

### Standort Goldlauter-Heidersbach
In Goldlauter-Heidersbach gibt es seit 1738 eine Feuerwehr, ihren heutigen Standort hat sie in der Zellaer Straße in einem 2016 neu errichteten Feuerwehrhaus. Neben dem Ortsteil Goldlauter-Heidersbach gehören zum Einsatzschwerpunkt der Wehr die umliegenden Wälder, die im Ort gelegene Justizvollzugsanstalt Goldlauter und der Flugplatz Suhl-Goldlauter. Bei größeren Einsatzlagen kommt die Wehr auch im gesamten Stadtgebiet zum Einsatz.
Der Feuerwehr angehörig sind 17 Einsatzkräfte in der aktiven Einsatzabteilung, und mehrere Mitglieder der Kinder- und Jugendfeuerwehr. Zum Bewältigen ihrer Einsätze steht der Wehr ein Tragkraftspritzenfahrzeug-Wasser (TSF-W) aus dem Jahr 2010 zur Verfügung.

### Standort Vesser
Die Ortsteilfeuerwehr Vesser war bis zur Eingemeindung der beiden neuen Ortsteile Schmiedefeld und Gehlberg die abgelegenste Ortsteilwehr der Stadt Suhl. Mit ihren acht Einsatzkräften in der Einsatzabteilung und einer kleinen Jugendfeuerwehr ist sie die zweitkleinste Feuerwehr der Stadt. Ihren Sitz hat sie in der Schmiedefelder Straße direkt in der Ortsmitte.
Für die Einsätze der Feuerwehr steht ihnen ein Kleinlöschfahrzeug-Thüringen (KLF-Th) zur Verfügung.

### Standort Schmiedefeld am Rennsteig
Als einer von zwei neuen Standorten der Feuerwehr Suhl zählt der Standort Schmiedefeld am Rennsteig, welcher durch die Gebietsreform in Thüringen am 1. Januar 2019 zur Stadt Suhl kam. Vorher im Ilm-Kreis gelegen, unterstützt die Feuerwehr Schmiedefeld nun die Männer und Frauen von Suhl an ihrem Standort in der Schleusinger Straße.
Der Schmiedefelder Feuerwehr steht zu Einsatzzwecken ein Mannschaftstransportfahrzeug (MTF) und ein Löschgruppenfahrzeug 16/12 (LF 16/12) zur Verfügung. Die Einsatzabteilung verfügt über mehrere Mitglieder.

### Standort Gehlberg
Die Feuerwehr Gehlberg ist die zweite der beiden neuen Stadt- bzw. Ortsteilwehren und zuständig für die gesamte Ortslage Gehlberg. Im Jahr 2006 feierte die Wehr, damals noch im Ilm-Kreis ansässig, ihr 125-jähriges Bestandsjubiläum. Die erste Feuerwehr im Ort geht auf das Jahr 1881 zurück, welches eine Urkunde aus dem Jahr 1901 bestätigte. Das Feuerwehrhaus der Wehr, samt 17-köpfiger Einsatz- und 6-köpfiger Jugendfeuerwehrabteilung, hat seinen Sitz in der Schmücker Straße im Ortskern.
Zum Fuhrpark der Feuerwehr gehört ein Mannschaftstransportfahrzeug (MTF) des Typs VW T5 und ein von der Stadt Suhl gestelltes, ehemaliges Löschgruppenfahrzeug 10/6 (LF 10/6) der Ortsteilwehr Haselgrund.

### Ehemalige Abteilung Standort Albrechts
Im Stadtteil Albrechts war die zahlenmäßig kleinste Feuerwehr der Stadt Suhl mit Standort in der Goldbachstraße. Ihr Ausrückebereich umfasste in erster Linie den Ortsteil Albrechts. Sie bestand aus sechs Mitgliedern in der Einsatzabteilung. Für ihre Einsatzzwecke stand ihnen ein Kleinlöschfahrzeug-Thüringen (KLF-Th) zur Verfügung. Im Sommer 2023 schlossen sich die Mitglieder den benachbarten Einheiten in Suhl-Zentrum und Haselgrund an. Ausschlaggebend hierfür waren der bauliche Zustand des Feuerwehrgerätehauses, dessen Sanierung nicht möglich war bzw. als unwirtschaftlich erachtet wurde.

## Wettkampfteam
Die Feuerwehr der Stadt verfügt über ein Wettkampfteam, bestehend aus mehreren Feuerwehrleuten. Das Wettkampfteam tritt im sogenannten „Traditionellen Wettbewerb“ nach CTIF-Regeln an, bei welchem es darum geht, einen Löschangriff mit einer Mannschaft trocken vorzutragen und einen Staffellauf zu meistern. Hierbei konnte das Suhler Team schon mehrmals bedeutsame Siege erringen.